# Mira (Tizi-Ouzou)
 (mai 2024).
Si vous disposez d'ouvrages ou d'articles de référence ou si vous connaissez des sites web de qualité traitant du thème abordé ici, merci de compléter l'article en donnant les références utiles à sa vérifiabilité et en les liant à la section « Notes et références ».
Pour les articles homonymes, voir Mira.
Mira est un village de la région de  Grande Kabylie situé dans la commune algérienne de Timizart, dans la wilaya de Tizi Ouzou, Algérie. dans la confederation tribale d'Aït Djennad

## Géographie
Le village de Mira est situé sur les hauteurs des terres de l'ancestrale tribu des Ait Djennad.
Le village est composé de quatre quartiers : Agouni Mira (la partie basse), Aqeniche (le centre du village), Achrouf (la partie haute), comportant d'anciennes maisons et Moulithe qui ouvre la vue sur la mer.
À Mira se trouve le rocher dit « Acherouf Mira », un lieu stratégique durant les combats de la guerre d'Algérie[réf. nécessaire].

## Toponymie
Le nom du village a plusieurs origines :
- ira : tigres et M'ira veut dire l'endroit des tigres puisque jusqu'à maintenant, il existe une forêt où, selon les dires des anciens villageois, se terrait un tigre qui aurait été tué par des français vers la fin du XIXe siècle ;
- on dit aussi que les espagnols l'ont nommé « Mira » (« regarde », « contemple »), car puisque c'est une zone en haute altitude, elle permet une vision large des côtes, de la mer, et aussi des reliefs de Djurdjura.

## Équipement
Le village dispose d'une mosquée, d'une école primaire, d'un dispensaire et de plusieurs commerces.

## Personnalités du village
Le village de mira a vue naitre plusieurs célébrité locale
- Abdelkader Meksa chanteur originaire du village